# 접현각
접현각은 유클리드의 “기하학 원론”에서 접선과 현이 이루는 각을 의미한다.